# Списак рудника у Африци
Ова листа рудника у Африци представља продужетак чланка листа рудника и наводи оне руднике који раде, оне који више не постоје и будуће руднике, а организује их примарна земља. Из практичних разлога рудници минерала и руда као и други каменоломи могу бити укључени у ову листу.

## Ангола

### Дијамант
- Рудник дијаманата Катока

Rудник дијаманата Kатоkа је четврти по величини рудник дијаманата на свету и налази се у Анголи. Рудник је у власништву конзорцијума међународних рударских интереса, укључујући Ендиаму (државна рударска компанија Анголе) (32,8% власништва), руску Алросу (32,8%), Бразил (16,4%) и остале (16,8%).
Производња
Рудник је 2000. године произвео 1,8 милиона карата (360 кg), а 2001. 2,6 милиона карата (520 кg). Производе дијаманте квалитета драгуља са око 35%, у поређењу са глобалним просеком од 20%; дијаманти произведени у Катоки имају просечну вредност од 75 до 100 америчких долара по карату (375-500 америчких долара / g). Процењене резерве су 60 милиона карата (12.000 кg).
- Рудник дијаманата Факума

Рудник дијаманата Фукума је рудник дијаманата у изградњи у провинцији Лунда Норте у Анголи. Рудник је у власништву компанија за вађење дијаманата, два највећа власника су Ендиама са 40 посто власништва и Транс Хек са 35 посто власништва.
Започета је студија која је обхватала фазу узорковања и бушење. Студија се завршила у фебруару 2004. Резултат студије био је план за капитално проширења од 15 милиона америчких долара, што би довело до пуног капацитета рударске производње од 750 000 m³ / год. од које се очекује да донесе 120 120.000 карата (24 кg) у првој години. Пилот производња је била у току почетком 2005. године. Очекује се да ће рудник Фукума у четворогодишњем периоду произвести приближно 480.000 карата (96.000 g), што ће донети зараду од 70 милиона америчких долара.
- Рудник дијаманата Луарика

Рудник дијаманата Луарика је рудник дијаманата који се налази у Анголи. Рудник је у власништву компанија за вађење дијаманата, два највећа власника су Ендиама са 38 посто власништва и Транс Хек са 32 посто власништва.
У 2004. години рудник Луарика произвео је око 95.000 карата (19 кg) дијаманта од 632.000 кубних метара обрађене руде, 84.000 карата (16,8 кg) производње продато је 2004. године, по просечној цени од преко 300 америчких долара по карату (1500 америчких долара / g), што је нова висока оцена за производњу анголских дијаманата.

## Боцвана

### Дијамант
- Рудник дијаманата Дамтша

Рудник дијаманата Дамтша је рудник дијаманата који се налази у Боцвани, око 220 километара западно од града Францистон. Дамтша, што значи „вода за корњачу“, у власништву је Дебсване, партнерства компаније Де Берс и владе Боцване. То је најновији од четири рудника којима је компанија управљала, а званично је отворен 25. октобра 2003.
Предвиђа се да ће рудник произвести око 5 милиона карата (1.000 кg) дијаманта од 39 милиона тона руде током предвиђеног 31-годишњег века трајања рудника. У 2003. години рудник Дамтша роизвео је 292.000 карата (58,4 кg). Просек добијене руде је око 0,6 карата (12 мg) по метричкој тони. Руда произведена у Дамтши прерађује се у погону за прераду у њеном сестринском руднику, руднику дијаманата Орапа, удаљеном око 20 km (12 mi). Рудником Дамтша такође се управља из рудника Орапа и укључен је у програме безбедности и заштите животне средине Орапа, што значи да је Дамтша такође сертификован према ИСО 14001. Дамтша запошљава око 180 људи.
- Рудник дијаманата Јваненг

Рудник дијаманата Јваненг је најбогатији рудник дијаманата на свету и налази се у јужној централној Боцвани, око 120 km (75 mi) западно од града Габороне, у долини реке Наледи у Калахарију. Јваненг, што значи „место ситног камења“, у власништву је Дебсване, партнерства компаније Де Берс и владе Боцване. То је други најновији од четири рудника којима је компанија управљала, започевши са радом 1982. године.
Овај рудник годишње произведе 9,3 милиона тона руде и додатних 37 милиона тона годишње отпадних стена. Рудник покрива 520.000 квадратних метара. Тренутно рудник производи приближно 11 милиона карата (2.200 кg) дијаманата. Од 2005. године, познате резерве ће омогућити да се производња на садашњем нивоу настави 27 година. Висококвалитетни дијаманти који постижу одличне цене по тежини, чине рудник дијаманата Јваненг најбогатијим рудником дијаманата на свету.
- Рудник дијаманата Летлекејн

Рудник дијаманата Летлекејн је рудник дијаманата који се налази у Боцвани, око 190 km (120 mi) западно од града Францистон. Летлекејн, што значи „мала трска“, у власништву је Дебсване, партнерства између компаније Де Берс и владе Боцване. То је други најстарији од четири рудника којима је компанија управљала, започевши са радом 1975. године.
Летлекејн је отворене градње. У 2003. години рудник је произвео 1,06 милиона карата (212 кg) дијаманта. Степен искоришћења руде у руднику био је око 0,26 карата (52 мg) по тони. Руда произведена у Летлекејну прерађивала се у погону за прераду у сестринском руднику, руднику дијаманата Орапа, удаљеном око 50 км. Рудником Летлекејн такође се управља из рудника Орапа.
- Рудник дијаманата Орапа

Рудник дијаманата Орапа највећи је по површини рудник дијаманата на свету. Рудник се налази у Орапи, граду у централном округу Боцване, око 240 km (150 mi) западно од града Францистон. Орапа („одмориште за лавове“) је у власништву Дебсване, партнерства компаније Де Берс и владе Боцване. То је најстарији од четири рудника којима је компанија управљала, а започео је са радом у јулу 1971. године.
Орапа је рудник на отвореном и највећи је рудник дијамант на свету по површини. Орапа послује седам дана у недељи и производи 20 милиона тона (20.000.000 дугих тона; 22.000.000 кратких тона) руде и додатних 40 милиона тона (39.000.000 дугих тона; 44.000.000 кратких тона) отпадних стена годишње)..

## Лесото

### Дијамант
- Рудник дијаманта Летсенг

Рудник дијаманата Летсенг, пронађен у јужноафричком краљевству Лесото без излаза на море, у власништву је компаније Гем Дајмондс и владе Лесотоа, а на надморској висини од 3.100 м (10.000 стопа) највећи је рудник дијаманата на свету.
Карактерише га руда изузетно ниског степена (мање од 2 карата (400 мгg / сто тона) и позната је по томе што производи огромне дијаманте, са највећим процентом великих дијаманата (више од 10 карата (2,0 g)). Светски просек је отприлике 81 амерички долар по карату, док је Летсенг у просеку износио преко 1.894 америчких долара по карату за првих шест месеци 2007. Необично за Африку, а због надморске висине, температуре на копу падају на -20 °C, а зими су честе снежне падавине.

## Либерија

### Гвожђе
- Рудник Бонг

Рудник Бонг је велики рудник гвожђа који се налази у централној Либерији у округу Бонг. Бонг представља једну од највећих резерви гвоздене руде у Либерији и на свету, која је проценила резерве од 4 милијарде тона руде оцењујући 36% метала гвожђа.

## Намибија

### Калај
- Рудник Уис

Рудник Уис је велики површински коп који се налази у западном делу Намибије у регији Еронго. Уис представља једну од највећих резерви калаја у Намибији, процењујући резерве од 60 милиона тона руде са 0,13% калаја.

## Мауританија

### Уранијум
- Рудник А238

Рудник А238 је велики површински коп који се налази у западном делу Мауританије. А238 представља једну од највећих резерви уранијума у Мауританији, са процењеним резервама од 45 милиона тона руде степеном 0,02% уранијума.

## Нигерија

### Злато
- Рудник злата Самира Хил

Рудник злата Самира Хил је рудник који се налази у регији Тилабери у Нигерији. Отворен је крајем 2004. године, то је први рудник злата у индустрији у нацији, а иако њиме управљају канадски / марокански конзорцијуми, влада Нигерије поседује 20% удела у свом раду и функционише под владином концесијом. Предвиђа се да ће овај рудник бити важна компонента будућих прихода од извоза западноафричке државе.

### Уранијум
- Рудник Адрар Емолес

Рудник Адрар Емолес је велики рудник смештен у северном делу Нигерије у региону Агадез. Адрар Емолес представља једну од највећих резерви уранијума у Нигерији, са процењеним резервама од 27,7 милиона тона руде степеном 0,07% уранијума.
- Рудник Арлит

Рудник Арлит је велики рудник који се налази у близини Арлита, у северном делу Нигерије у региону Агадез. Арлит представља једну од највећих резерви уранијума у Нигерији, са процењеним резервама од 47,5 милиона тона руде степена 0,014% уранијума.
- Рудник Иморен

Рудник Иморен је велики рудник смештен у северном делу Нигерије у региону Агадез. Иморен представља једну од највећих резерви уранијума у Нигерији, са процењеним резервама од 109,1 милиона тона руде степеном 0,06% уранијума. То је место пројекта рударења уранијума у којем учествују француска компанија Арева и СОПаМин.
- Рудник Мадауел

Рудник Мадауел је велики рудник смештен у северном делу Нигерије у региону Агадез. Мадауел представља једну од највећих резерви уранијума у Нигерији, процењујући резерве од 39,4 милиона тона руде класификоване са 0,1% уранијума.
- Рудник Такардаит

Рудник Такардаит је велики рудник смештен у северном делу Нигерије у региону Агадез. Такардаит представља једну од највећих резерви уранијума у Нигерији, са процењеним резервама од 23,5 милиона тона руде степеном 0,018% уранијума.

## Сенегал

### Гвожђе
- Рудник Фалеме

Налазишта гвоздене руде Фалеме налазе се у југоисточном Сенегалу. Истражено је неколико лежишта примарних руда магнетита и висококвалитетних оксидних руда. Доказане, обрадиве резерве износе 260 милиона тона грубозрнатог магнетита са просечним садржајем Fе од 45% и 340 милиона тона оксидне руде са просечним садржајем Fе од 59%.

## Јужна Африка
Јужна Африка поседује руднике различитих производа, укључујући следеће,
- Дијамант
- Угаљ
- Гвожђе
- Манган
- Платина
- Уранијум

## Танзанија

### Дијамант
- Рудник дијаманата Вилиамсон

Рудник Вилиамсон је рудник дијаманата 23 km (14 mi) североисточно од Шинианге у Танзанији; постао је познат као први значајан рудник дијаманата изван Јужне Африке. Рудник је 1940. године основао др Џон Вилиамсон, канадски геолог, и од тада непрекидно ради, што га чини једним од најстаријих рудника дијаманта који континуирано раде на свету. Током свог живота произвео је преко 19 милиона карата (3.800 кg) дијаманата. Рудник Вилиамсон некада је био у власништву његовог имењака др Вилиамсона, а касније га је национализовала влада Танзаније. Од фебруара 2009. рудник је углавном у власништву Петра Диамондса, са 75% власништва, а влада Танзаније је власник преосталих 25%.
Рудник дијаманата Вилиамсон је велики површински коп који је тренутно дубок око 90 m (300 ft). Операције вађења дијаманта у руднику дијаманата Вилиамсон састоје се од четири различите активности: бушење јаме, поновна обрада јаловине ради обнављања пропуштених дијаманата и вађење шљунка на имању и у близини имања на коме је шљунак наплављен. Откопавање и пречишћавање јаловине су највећа од четири операције. Рудник поседује око 1.100 запослених.

## Зимбабве

### Дијамант
- Рудник дијаманата Мурова

Рудник Мурова је рудник дијаманата који се налази у месту Мазива, у јужном централном делу Зимбабвеа, на око 40 километара од рудника азбеста, у провинцији Мидландс. Рудник је у већинском власништву и њиме управља Рио Тинто Гроуп, која је такође власник рудника дијаманата Аргиле у Аустралији и дела рудника дијаманата Диавик у Канади. Рудник је комбинација површинског копа и подземне градње; Према тренутним проценама, трошкови изградње износе 61 милион УСД, а рудне резерве су 19 милиона тона руде, са рудом од 0,9 карата (180 мg) по тони.

### Злато
- Рудник Мазива

Рудник Мазива је село које се налази поред истоименог рудника злата у провинцији Махоналанд Централ, Зимбабве. Налази се 32 км северно од Шамве и око 100 км северозападно од Харареа. Према попису становништва 1982. године, у селу је живело 4.617 становника. Главни минерал који се вади у Мазивима је никл.